# Vall de Lullén
La vall de Lullén o Portaceli és una petita vall situada entre els contraforts de la Serra Calderona, al municipi de Serra, al nord del Camp de Túria. La sobremira el pla de Lucas, i situat al centre de la vall, hi ha el monestir cartoixà de Porta Coeli, que d'antuvi tingué el mateix nom de la vall.